# Neoliodes funafutiensis
Neoliodes funafutiensis är en kvalsterart som först beskrevs av Arthur P. Jacot 1929.  Neoliodes funafutiensis ingår i släktet Neoliodes och familjen Neoliodidae. Inga underarter finns listade i Catalogue of Life.